# Weihwasserbecken (Tresses)

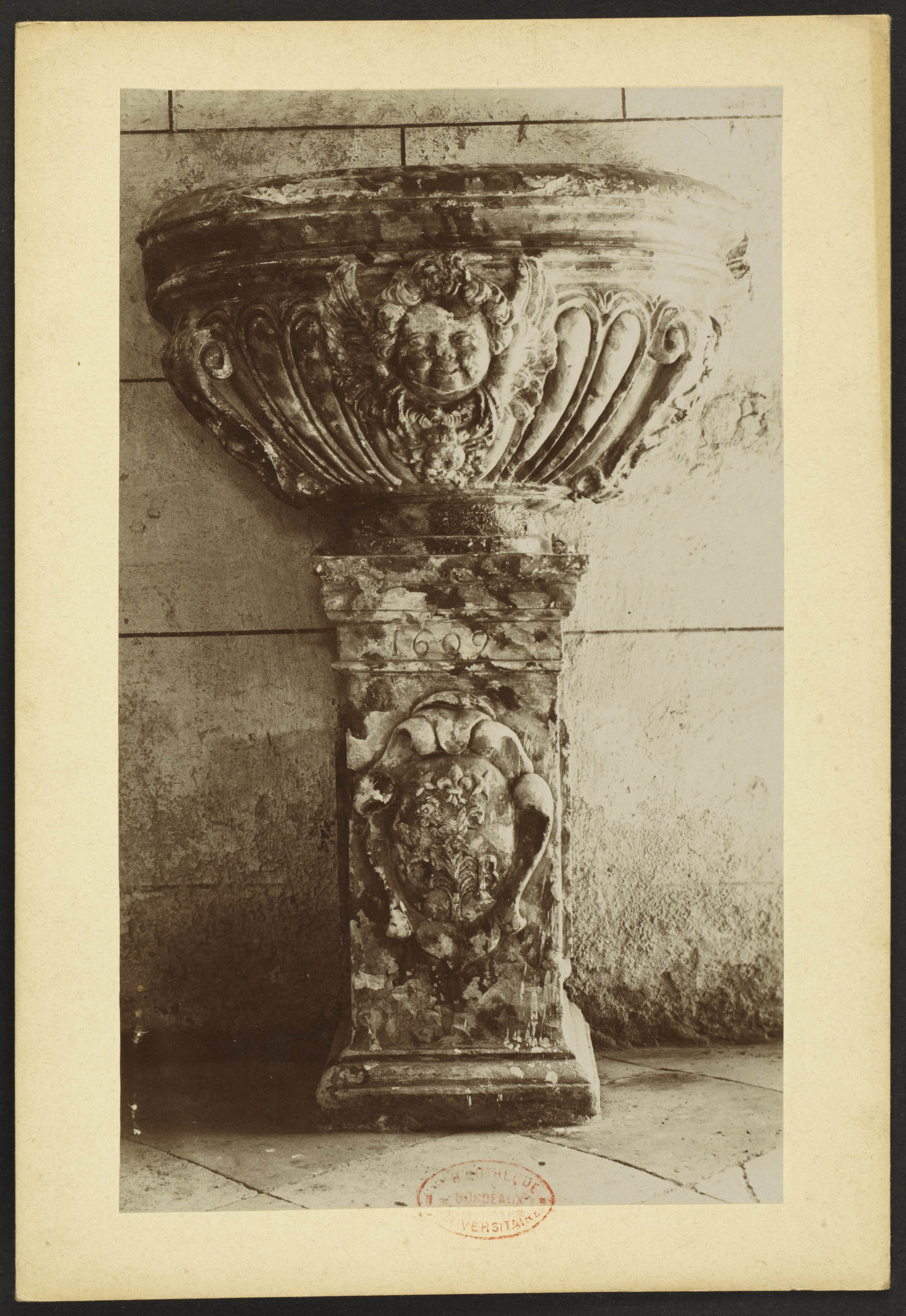
Weihwasserbecken in Tresses (Foto von Jean-Auguste Brutails, um 1900)

Das Weihwasserbecken in der Kirche St-Pierre in Tresses, einer französischen Gemeinde im Département Gironde der Region Nouvelle-Aquitaine, wurde 1609 geschaffen. Im Jahr 1908 wurde das barocke Weihwasserbecken als Monument historique in die Liste der denkmalgeschützten Objekte (Base Palissy) in Frankreich aufgenommen.
Das ovale Becken ist mit einem Engelskopf und Arabesken geschmückt. Auf dem rechteckigen Sockel ist ein Wappen und die Jahreszahl 1609 angebracht. Becken und Sockel, beide aus Stein, sind angemalt, um den Schein von Marmor zu erzeugen.